# La Serratella
El campo de fútbol municipal de Enrique Saura Gil es el estadio del CD Onda, está situado en Onda (Castellón) España. Tiene una capacidad aproximada de 5000 espectadores y su terreno de juego es de césped artificial.